# Стилске игре
Стилске игре је позоришна представа коју је режирао и адаптирао Радован Кнежевић према тексту Симеона Маринковића. Премијерно приказивање било је 30. новембра 2017. године у позоришту ДАДОВ.
Представа је базирана на истоименом роману Симеона Маринковића и представља прву поставку на сцену ове књиге.
Издавачка кућа Креативни центар била је партнер у реализацији представе.

## Радња
Комад представља драматизацију познате басне о гаврану и врани.

## Улоге
| Лица | Глумци                 |
| ---- | ---------------------- |
|      | Јелена Благојевић      |
|      | Ида Урошевић           |
|      | Илија Марковић         |
|      | Огњен Драговић         |
|      | Влада Папрић           |
|      | Анђела Ђурић           |
|      | Александра Урошевић    |
|      | Наталија Ровчанин      |
|      | Јагош Милошевић        |
|      | Мартина Лукић          |
|      | Петар Богдановић       |
|      | Алекса Јовановић       |
|      | Ђорђе Мишина           |
|      | Милан Васиљевић        |
|      | Никола Брун            |
|      | Матеа Трифуновић       |
|      | Андреа Зебић           |
|      | Тамара Младеновић      |
|      | Наташа Ђурић           |
|      | Доситеј Калезић        |
|      | Стефан Тимотеј Калезић |
|      | Сара Вуксановић        |
|      | Борис Илић             |
|      | Нора Андрић            |
|      | Ана Малетић            |
|      | Лазар Ненадовић        |
|      | Марија Миленковић      |
|      | Тара Ракић             |
|      | Уна Недељковић         |
|      | Ива Бајковић           |
|      | Вања Лазић             |